# Georges Sebbag
Georges Sebbag né en 1942 à Marrakech (Maroc) est un écrivain français, docteur en philosophie.

## Biographie
Georges Sebbag est né à Marrakech en 1942. 
En 1964, il fait la connaissance d’André Breton et participe jusqu’en 1969 aux activités du groupe surréaliste. De 1967 à 2002, il enseigne la philosophie aux lycées d’Hénin-Liétard, Coulommiers, Étampes et Dourdan. Il collabore à diverses revues comme Critique, Le Débat, L’Architecture d’aujourd’hui ou Conférence. Il contribue à de nombreux catalogues d’expositions. Il écrit des essais sur le temps (Le Temps sans fil, La Morsure du présent, Microdurées), sur la société (Le Masochisme quotidien, Le Gâtisme volontaire, Le Génie du troupeau), sur l’art (Memorabilia). Ses deux livres, Potence avec paratonnerre, Surréalisme et philosophie d’une part, Foucault Deleuze, Nouvelles Impressions du Surréalisme d’autre part, ont comme ambition affichée de lier « philosophie » et « surréalisme ».